# Rhyacophila tungkorpa
Rhyacophila tungkorpa är en nattsländeart som beskrevs av Schmid 1970. Rhyacophila tungkorpa ingår i släktet Rhyacophila och familjen rovnattsländor. Inga underarter finns listade i Catalogue of Life.